# 윈도우 CE 5.0
윈도우 CE 5.0(Windows CE 5.0, 코드명 "Macallan")은 윈도우 CE .NET 제품군의 세 번째 릴리스인 윈도우 CE 4.2의 후속 버전이다. 2004년 7월 9일에 처음 출시되었다. 이전 버전과 마찬가지로 윈도우 CE 5.0은 임베디드 장치 시장과 독립 장치 공급업체를 대상으로 판매된다. 윈도우 CE 5.0은 x86, ARM, MIPS 및 슈퍼H 마이크로프로세서 기반 시스템에서 사용할 수 있는 저렴하고 컴팩트하며 시장 출시가 빠른 실시간 운영 체제이다.
윈도우 CE 5.0은 공유 소스를 채택하여 이전 윈도우 CE 릴리스를 기반으로 구축되었다. 2001년부터 마이크로소프트는 임베디드 시스템 개발자와 함께 사용 가능한 윈도우 CE 소스 트리를 꾸준히 확장해 왔다. 윈도우 CE 5.0은 현재까지 가장 개방적인 마이크로소프트 운영 체제이지만 공유 소스 계약에 따라 모든 시스템을 사용할 수 있는 것은 아니다. 개발자는 변경 사항을 마이크로소프트나 경쟁업체와 공유할 필요 없이 커널 수준까지 자유롭게 수정할 수 있다.
윈도우 CE 5.x는 윈도우 모바일 6.0, 6.1 및 6.5의 기본 OS이다. x86 플랫폼에서 윈도우 CE 5.0은 마이크로소프트의 다른 임베디드 운영 체제인 윈도우 XP 임베디드 및 그 전신인 윈도우 NT 임베디드와 경쟁한다.
윈도우 CE 5.0용 플랫폼 빌더 IDE는 독립형 제품으로 사용할 수 있는 마지막 빌더 도구이다.

## 같이 보기
- 핸드헬드 PC
- 포켓 PC
- 개인 정보 단말기
- 윈도우 모바일